# يانوش غورا
يانوش غورا (بالبولندية: Janusz Góra)‏ هو لاعب كرة قدم بولندي في مركز الدفاع، ولد في 8 يوليو 1963 في Bielawa ‏ في بولندا. شارك مع منتخب بولندا لكرة القدم. أما مع النوادي، فقد لعب مع إس إس في أولم 1846 وشتوتغارت كيكرز وشلوسك فروتسلاو ونادي آوغسبورغ.

## وصلات خارجية
- يانوش غورا على موقع قاعدة بيانات كرة القدم.إي يو (الإنجليزية)
- يانوش غورا على موقع بيانات كرة القدم. دي إي (الألمانية)
- يانوش غورا على موقع ناشيونال فوتبول تيمز (الإنجليزية)
- يانوش غورا على موقع عالم كرة القدم.نت (الإنجليزية)